# Хейлово
Хе́йлово (укр. Хейлове), до 2016 года — Петро́вка (укр. Петрівка) — село в Уманском районе Черкасской области Украины.
Население по переписи 2001 года составляло 426 человек. Почтовый индекс — 19151. Телефонный код — 4746.

## История
В 1946 году указом ПВС УССР село Хейлово переименовано в Петровку.

## Местный совет
19151, Черкасская обл., Монастырищенский р-н, с. Хейлово, ул. Ленина